# 四渎二
四渎二（麒麟座17），又名BD+08 1496，HD 49161、SAO 114410、HR 2503，是麒麟座的一颗恒星，视星等为4.77，位于銀經205.31，銀緯2.75，其B1900.0坐标为赤經6h 41m 54s，赤緯+8° 2.75′ 43″。